# Lednické Rovne
Lednické Rovne (bis 1927 slowakisch auch „Lednica Rovné“; deutsch Lednitz-Rowne, ungarisch Lednicróna – bis 1902 Lednicrovnye – älter auch Rovnye) ist eine größere Industriegemeinde am rechten Ufer des Flusses Waag im Trenčiansky kraj (Okres Púchov), Slowakei.

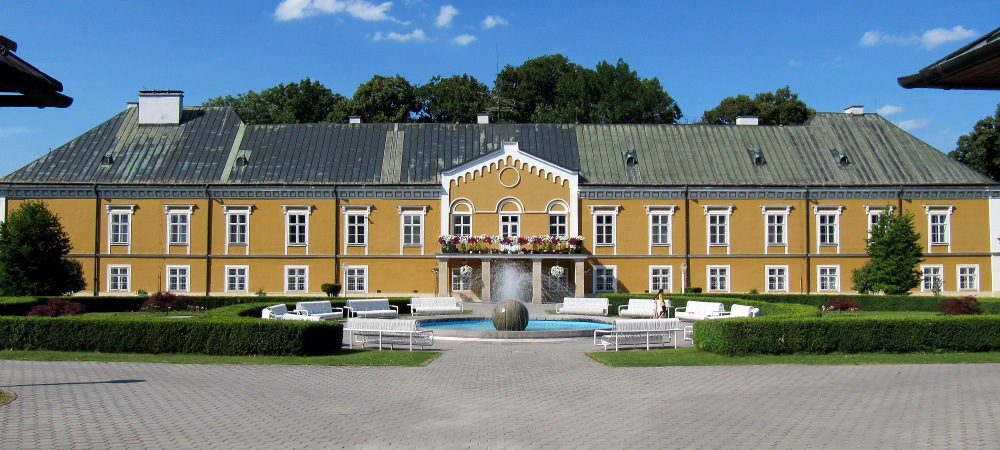
Schloss

Die Gemeinde zählt 3844 Einwohner vorwiegend slowakischer Nationalität. Der Ort wird urkundlich erstmals 1471 als Rowne erwähnt, der Namenszusatz „Lednické“ weist auf die Lage am Flüsschen Lednica hin. Bekannt war der Ort durch das Schloss. Im Jahre 1892 gründete hier der Unternehmer J. Schreiber eine Glasfabrik, welche bis heute in Betrieb ist. Bis 1925 wurde bestand auf der linken Seite des Flusses Lednica der eigenständige Ort Prečínska Lehota, der dann zur heutigen Gemeinde vereinigt wurde. Somit tritt der Ort nicht mehr als eigener Ortsteil auf.
In der Gemeinde gibt es einen historischen Park mit einer alten Kirchenruine.
Zur Gemeinde zählen neben dem eigentlichen Ort auch die drei Dörfer Horenice, Hôrka und Medné. Horenice und Hôrka wurden 1955 zur Gemeinde Horenická Hôrka vereinigt und 1976 eingemeindet, Medné kam schon 1960 zu Lednické Rovne.

## Bevölkerung
| Jahr                | 1994 | 2004    | 2014    | 2024    |
| ------------------- | ---- | ------- | ------- | ------- |
| Anzahl der Personen | 4004 | 4209    | 4097    | 3844    |
| Unterschied         |      | +5,11 % | −2,66 % | −6,17 % |

| Jahr                | 2023 | 2024    |
| ------------------- | ---- | ------- |
| Anzahl der Personen | 3869 | 3844    |
| Unterschied         |      | −0,64 % |